# Dirphya nigriceps
Dirphya nigriceps là một loài bọ cánh cứng trong họ Cerambycidae.